# Alejandrina Torres
Alejandrina Torres (18 de junio de 1939) es una activista, y política puertorriqueña, una nacionalista convicta y sentenciada a 35 años por conspiración sediciosa para derrocar al gobierno colonial de Puerto Rico. Torres se unió a las Fuerzas Armadas de Liberación Nacional (FALN), que se atribuyó la responsabilidad de numerosos atentados. En 1999, su sentencia fue conmutada por el Pte. Bill Clinton.

## Biografía
Alejandrina Torres es originaria de Puerto Rico. Su familia emigró a Estados Unidos cuando tenía once años de edad. Durante los años 1960 y 1970, fue una líder en su comunidad. Fue miembro fundacional, y más tarde docente de la Escuela Superior de Puerto Rico, en Chicago. Más tarde, ayudó a fundar la Clínica de Salud Betances de Chicago, y participó activamente en el boicot en contra de escuelas públicas que siguen maleducando a los niños, y son hostiles y racistas hacia los padres de sus alumnos. En la Primera Iglesia Congregacional, en la que actuaba, se organizaban programas comunitarios. También participó en el Comité por la Liberación de los Cinco Nacionalistas, y más tarde se convirtió en miembro del Comité por la Liberación de los Presos de Puerto Rico de la guerra. En el momento de su arresto en 1983, estaba casada con el reverendo José A. Torres y tuvo dos hijas, Liza y Catalina, de 16 y 11 años, respectivamente.

## Conspiración y sedición
Torres fue arrestada en junio de 1983. Ella y otros miembros del FALN, se habían vinculado a más de cien atentados o intentos de atentados, desde 1974, en su intento de lograr la independencia de Puerto Rico. En los procedimientos judiciales, todos los detenidos declararon su condición de prisioneros de guerra, y se negaron a participar en el proceso judicial.
Ninguno de los atentados por los que fueron condenados causó muertos o heridos. A Matos se le dio una sentencia federal, de 70 años por conspiración sediciosa y otros cargos. Entre los otros nacionalistas puertorriqueños condenados, hubo condenas de hasta 90 años, en prisiones federales, por delitos como sedición, posesión de armas de fuego no registradas, transporte interestatal de vehículo robado, interferencia con el comercio interestatal con violencia, y transporte interestatal de armas de fuego con la intención de cometer un crimen. Todos ellos fueron condenados por sedición, el acto de intentar derrocar al Gobierno de los Estados Unidos en Puerto Rico por la fuerza.

## Violaciones de derechos humanos
Durante su encarcelamiento, Torres estuvo plagada de problemas de salud, agravados por los ataques de los funcionarios de prisiones y la indiferencia a sus necesidades médicas. Le tomó al Sistema penitenciario federal, seis años para ponerla en una cárcel normal de mujeres. Dos de esos seis años los pasó en la Unidad de Alta Seguridad de Mujeres de Lexington. Kentucky. Amnesty International condenó las condiciones en esa Unidad como "deliberada y gratuitamente opresivas" y de "causar deterioro físico y psicológico".
Torres fue una de las cuatro sujetos alojadas en una Unidad experimental de prisión en Kentucky. Tal Unidad de Alta Seguridad (HSU) era una especie de prisión dentro de una prisión, ocupando el sótano del Instituto Correccional Federal. Se denunció que la Unidad era una prisión política clandestina experimental donde el aislamiento y la práctica de privación sensorial. Finalmente se cerró por una orden de Juzgado federal, después de dos años de protestas por parte de grupos religiosos y de derechos humanos. Fue trasladada a la cárcel de mujeres federal de Danbury, Connecticut, de la que fue liberada, en septiembre de 1999.
Torres también fue agredida sexualmente, varias veces, por funcionarios de prisiones, impunes. Los ataques ocurrieron en tres prisiones diferentes. El primer asalto se produjo cuando estaba encerrada en la Unidad de hombres, lo que permitía a los hombres exhibirse delante de ella. En un segundo incidente, un teniente de la Prisión masculina, la obligó a poner la cabeza entre sus rodillas, y observó mientras guardias mujeres rasgaban su ropa y la dejaban desnuda. Las autoridades respondieron a la denuncia de Torres, en este caso, mediante la colocación de ella en aislamiento punitivo, con la prohibición de llamar a su familia y a su abogado para denunciar tales abusos. Encima, fue penalizada por "violar reglas de la prisión", con una carta secreta escrito al juez asignado a su caso, dando una versión falsa de los hechos. En el tercer caso, unas guardias de la prisión la sujetaron mientras un guardia varón introducía sus dedos en su vagina y en su ano durante una "requisa". El alcaide quien ordenó tal búsqueda, admitió más tarde que él no sospechaba de Torres de tener contrabando, y que la búsqueda estaba en violación de las normas penitenciarias.

## Prisionera política
En el momento de su detención, Torres y los otros se declararon combatientes en una guerra anticolonial contra Estados Unidos, para liberar a Puerto Rico de su dominación colonial, e invocando estatus de prisioneros de guerra, argumentaron que los Tribunales de EE. UU. no tiene jurisdicción para juzgar como criminales y solicitado por sus casos, ser entregados a un Tribunal internacional que determinaría su estado. El Gobierno de EE. UU., sin embargo, no reconoció a esa solicitud.
Las sentencias recibidas por Torres y los otros nacionalistas, fueron juzgadas como "fuera de proporción con los delitos de los nacionalistas." Las estadísticas muestran que sus sentencias fueron casi 20 veces superior a condenas por delitos similares por parte de la población estadounidense en general.
Durante muchos años, numerosas organizaciones nacionales e internacionales, criticaron su encarcelamiento categorizado como prisión política.
 Alejandrina fue finalmente puesta en libertad el 10 de septiembre de 1999, después que el Pte. Bill Clinton extendiera su clemencia. Clinton citó al Rev. Desmond Tutu y al ex Pte. Jimmy Carter por haber sido influyentes en su decisión de concederles la oferta de clemencia. Estos casos que implicaron la liberación de otros presos nacionalistas puertorriqueños, también han sido clasificados como casos de prisioneros políticos, con algunos son más ruidosos que otros.
Al criticar la decisión del presidente Clinton para liberar a los prisioneros puertorriqueños, el conservador Comité de Política Republicana del Senado también categorizó a Matos como un "Nacionalista Puertorriqueño", haciéndose eco de un reciente artículo del Newsweek. En 2006, las Naciones Unidas hizo un llamamiento para la liberación de los restantes presos políticos puertorriqueños, en cárceles de Estados Unidos.

## Listado de diez prisioneros convictos
Los diez condenados del 18 de febrero de 1981, pero luego puestos en libertad bajo una orden de indulto de Clinton eran:
- Elizam Escobar, 60 años de prisión
- Ricardo Jiménez, 90 años de prisión
- Adolfo Matos, 70 años de prisión
- Dylcia Noemi Pagan, 55 años de prisión
- Alicia Rodríguez, 55 años de prisión
- Ida Luz Rodríguez, 75 años de prisión
- Luis Rosa, 75 años de prisión
- Carmen Valentin, 90 años de prisión
- Alberto Rodríguez, 35 años de prisión
- Alejandrina Torres, 35 años de prisión

Además, Juan Enrique Segarra-Palmer, que fue condenado a 35 años de prisión el 4 de octubre de 1985, y fue elegido para salir en septiembre de 2004.